# Antonio González y González
|  | Per a altres significats, vegeu «Antonio González González». |

Antonio González y González (Valencia del Mombuey, Badajoz, 5 de gener de 1792 - Madrid, 30 de novembre de 1876), I marquès de Valdeterrazo, va ser un polític, diplomàtic i advocat espanyol. Enemic de les idees de l'Antic Règim, fou un rellevant polític del primer liberalisme espanyol i responsable de la seva implantació. Figura principal del partit progressista espanyol del segle xix, va col·laborar activament en les polítiques dutes a terme per Juan Álvarez Mendizábal i Baldomero Espartero, encara que amb el pas dels anys les seves idees es van moderar.

## Primers anys i vida fins al final del Trienni Liberal
Va néixer en una família d'origen acomodat, perquè posseïa diverses hisendes a la província de Badajoz, que li aportaven rendes. Els seus pares van ser Tomás González i Isabel González. Amb set anys és enviat al costat del seu germà a estudiar al col·legi Valence de Badajoz, però els esdeveniments de 1808 van truncar la seva afable vida d'estudiant. S'uneix al moviment insurreccional contra l'ocupació francesa, deixant els seus estudis poc abans d'acabar-los i s'uneix en 1809 a la companyia d'artilleria de la ciutat. Al llarg de la Guerra del Francès participa en multitud de batalles contra els francesos fins a 1814, com per exemple la batalla de La Albuera, rebent pels seus serveis multitud de medalles honorífiques i aconseguit el grau d'oficial en 1811.
En acabar la guerra reprèn els estudis, cursant lleis a la Universitat de Saragossa, on es gradua com a batxiller en 1819, exercint la professió d'advocat en aquesta ciutat. Atret per l'ebullició política del Trienni Liberal es trasllada a Madrid, on s'integra en la burocràcia jurídica del règim liberal. En 1822 ocupa un lloc com a assessor de la Capitania General de Madrid i a l'any següent es trasllada a Sevilla com audito de la Capitania General d'Andalusia. L'últim lloc que ocupa és el de fiscal en el Tribunal especial de Guerra i Marina, però amb l'avanç de les tropes dels Cent Mil Fills de Sant Lluís, enviades per la Santa Aliança para reimplantar l'absolutisme a Espanya, ha d'abandonar el seu treball i buscar refugi, al costat d'altres liberals, a la ciutat de Cadis.

## Emigració a Amèrica
Reposat en tot el seu poder, el rei Ferran VII inicia una brutal repressió contra tots aquells que havien somiat implantar el liberalisme polític i modernitzar Espanya. La que es coneix com la Dècada Ominosa obliga a molts liberals a buscar refugi a l'estranger, deixant enrere professió, fortuna i família. Un dels refugis dels liberals va ser Gibraltar, lloc que acull a l'extremeny. Allí al costat d'altres emigrats, Facundo Infante Chávez i els germans José i Antonio Seoane Hoyos, decideixen emigrar a Amèrica. Sortiren de Gibraltar el 31 d'octubre de 1823, començant un viatge que no seria gens fàcil. En la travessia per mar estan a punt de naufragar en diverses ocasions, encara que finalment aconsegueixen atracar a la ciutat brasilera de Rio de Janeiro. Amb pocs recursos inicien un periple travessant el continent sud-americà amb la intenció d'arribar a terres del Perú. Durant el viatge sofreixen l'atac d'animals salvatges, indígenes, la falta de queviures i les febres, arribant finalment al departament de Santa Cruz, que formaria posteriorment part de la República de Bolívia.
Les vicissituds no acaben amb la fi del viatge, perquè el grup és detingut per les autoritats reialistes espanyoles, en ser sospitosos de liberalisme i, per tant, amics de les idees emancipadores per les quals lluitaven els americans en aquell moment. A punt van estar de ser afusellats en diverses ocasions, però aprofitant la transcendental batalla d'Ayacucho de 9 de desembre de 1824, van poder escapar-se de la seva presó tots els integrants del grup menys Antonio González, per trobar-se molt feble per unes febres. La ràbia dels captors davant aquesta fugida fou tal que volgueren pagar-la amb l'únic presoner que els quedava, però gràcies a la intervenció del capellà i autoritats de la vila boliviana de Boga, la seva vida és salvada. A poc a poc recobra la salut i amb ajuda dels bolivians aconsegueix escapar-se i dirigir-se a la ciutat peruana d'Arequipa, on viurà els següents deu anys.
En aquesta ciutat exerceix l'advocacia, aconseguint importants ingressos i relacionant-se amb l'elit arequipenya. D'Arequipa són alguns dels juristes més importants del Perú del segle xix, que van deixar la seva empremta en la configuració del nou estat. Alguns d'aquests són Francisco Xavier de Luna Pizarro, Felipe S. Estrenós o José M. Rey de Castro, que van ser assessors de José de San Martín, Simón Bolívar i Antonio José de Sucre. L'extremeny es va integrar en els cercles de juristes de la ciutat, donant consells jurídics i guanyant-se la confiança d'uns homes que igual que ell volien construir un estat liberal i modern. Un dels fets més significatius de la seva etapa arequipenya va ser la seva intercessió a favor del jove Baldomero Espartero, qui era presoner de les autoritats peruanes acusat d'espionatge. El militar havia tornat d'Espanya amb instruccions per a les minses tropes espanyoles que a Amèrica quedaven i davant el desconeixement de la resolució de la batalla d'Ayacucho, havia estat fet presoner al costat d'altres espanyols, en desembarcar del vaixell que els portava d'Espanya. Condemnat a presó, al costat d'altres personalitats, van aconseguir convèncer Simón Bolívar perquè l'excarcerés i el permetés tornar a Espanya.
Amb la mort de Ferran VII en 1833 i davant la necessitat de la reina regent Maria Cristina de Borbó d'atreure's als sectors liberals per sostenir la corona de la seva filla Isabel enfront de les pretensions carlistes, es decreten una sèrie d'amnisties que possibiliten el retorn del contingent de liberals emigrats. En tenir-ne notícia, Antonio González es decideix a tornar a Espanya en 1834, encara que prèviament realitza un viatge per diversos països europeus, per conèixer de primera mà els sistemes polítics que hi funcionaven, els seus recursos econòmics, indústries i entrar en contacte amb persones simpatitzants del liberalisme. A diferència d'altres emigrats, torna al seu país amb fortuna i amistats polítiques, la qual cosa li obria un horitzó polític molt encoratjador. D'Amèrica també hi porta el compromís matrimonial amb María Josefa Olañeta, filla del general espanyol d'idees absolutistes Pedro Antonio de Olañeta. Uns anys més tard, en 1838 a Madrid, es va celebrar les noces amb María Josefa Olañeta, amb la qual va tenir dos fills, anomenats Amalia i Ulpiano.

## Activitat política durant les regències de Maria Cristina i Espartero
Instal·lat de nou a Madrid, de seguida s'immisceix en l'agitada vida política. La regent Maria Cristina havia aprovat l'Estatut Reial de 1834, una espècie de carta atorgada, que disposava la creació d'un Estament de Procuradors, com a òrgan per donar sortida a les aspiracions liberals. En aquest organisme va ocupar en 1834 un seient sent triat per Badajoz. D'aquesta etapa política existeix una descripció de la seva persona, per Fermín Caballero, que ens pot ajudar a conèixer millor la seva forma de ser i pensament:
| « | Com a secretari en la primera legislatura, com a vicepresident en la segona, com a president en l'última i com a procurador en totes, ha omplert el seu haver, s'ha guanyat l'amistat de molts i el general apreu dins i fora de l'estament. Laboriós en extrem i puntual per hàbit, ha estat l'únic que va fixar l'hora d'obrir-se la sessió, i que va aconseguir l'assistència exacta dels procuradors. Amb els seus modals cortesos i dolcíssimes maneres, corregeix sense irritar, guarda el seu lloc sense petulància, i es fa obeir per un respecte amorós que mai arrenca el més dur tirà. El seu tremp ni tou ni sever, ha estat l'únic capaç d'evitar majors desordres en la galeria i fora d'ella, durant la finada legislatura, per més que les passions el calumnien. En el que aprèn que ha de fer en pro de la seva pàtria, és decidit i inexorable fins a la paret de davant, encara que exposi quant va portar d'Amèrica i la seva pròpia existència. Té més veu que cos, més ànima que físic, i discorre millor que parla: doncs en els seus girs i maneres oratoris es ressent que ha advocat molt, llegint comentadors i fent al·legats, i en la dicció i modismes descobreix que sap francès i anglès amb dany del parla castellana. Per la faç i les faccions sembla mestís. | » |

Escollit primer secretari de la Cambra, de seguida es va fer significar dins del liberalisme avançat, convertint-se en un dels procuradors que més peticions va formular i va signar, destacant entre elles la de la taula de drets presentada a l'agost de 1834. Es va vincular políticament a figures destaques del progressisme, com Juan Álvarez Mendizábal i Baldomero Espartero, aconseguint la vicepresidència de l'Estament de Procuradors, a conseqüència de les mobilitzacions populars que es van produir al setembre de 1835, que van provocar un canvi polític per ell encoratjat i que va elevar al govern a Juan Álvarez Mendizábal. Al febrer de 1836 va ser escollit de nou procurador per Badajoz, aconseguint la presidència d'aquest Estament gràcies a la seva fulgurant carrera política dins del progressisme i a la seva fidelitat a Mendizábal.

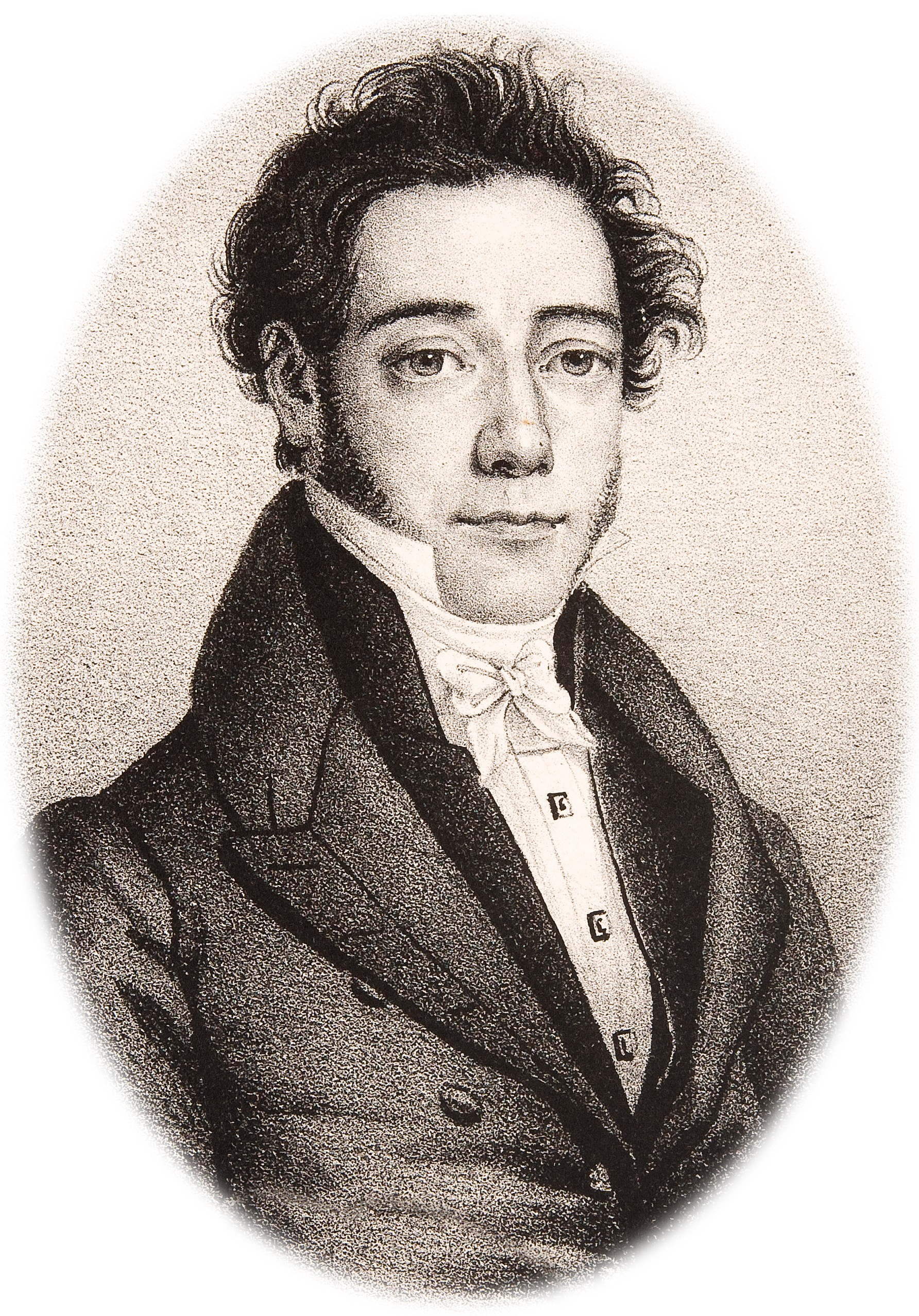
Retrat d'Antonio González com a Procurador del Regne a les Corts Generals de la legislatura de 1834, Lit.ª de Faure, ca. 1834

La seva elecció va mostrar les diferències que afloraven dins d'una cada vegada més diversa família liberal. La divisió es va acréixer quan Francisco Javier de Istúriz va formar govern en substitució de Mendizábal, més progressista, la qual cosa va provocar que la majoria de l'Estament dels Procuradors manifestés la seva desaprovació mitjançant un vot de censura. En presidir aquesta institució Antonio González se'l va acusar de parcialitat en el seu càrrec, la qual cosa va produir que publiqués, per refutar les opinions contràries a la seva persona, un fullet publicat a la terminació de la legislatura, on defensava els postulats del liberalisme avançat. La reforma política era imparable i el moviment revolucionari iniciat amb el Motí de la Granja de San Ildefonso en l'estiu de 1836 va provocar el restabliment provisional de la Constitució espanyola de 1812. L'1 d'octubre de 1836 és nomenat magistrat del Tribunal Suprem de Justícia, càrrec que va exercir junt amb la de Diputat en les Corts Constituents, en ser escollit per Badajoz. La seva aportació més valuosa durant aquest període va ser la seva labor en el si de la comissió que va redactar la Constitució de 1837, d'inspiració liberal progressista. Als debats de la Cambra i en les actes de la comissió constitucional es va apreciant l'abandó per part d'Antonio González del liberalisme més radical i l'assumpció de principis del doctrinarisme moderat com són la sobirania compartida i el bicameralisme. La nova constitució, als apartats de normativa electoral i d'impremta, recullen els parers del discutit en dues comissions en les quals va participar Antonio González, en les quals s'advocava per estendre quant fos possible els drets regulats per elles i la defensa del judici per jurats. La seva activitat política durant aquest període va ser considerable, perquè també va presidir la Càmera en dues etapes, la primera del 23 de març de 1836 al 25 de maig de 1836 i la segona de l'1 de desembre de 1836 a l'1 de gener de 1837 i va ocupar el lloc de Ministre de Gracia i Justícia en dues etapes, des del 6 al 9 de desembre de 1838 de manera interina i des del 20 de juliol al 12 d'agost de 1840.
La nova legislació en matèria de llei electoral provoca una rotunda victòria dels moderats, que va provocar que Antonio González fos apartat de les Corts, però ocupant, aquesta vegada com a representant pel districte de Huelva, un lloc en el Senat. Al llarg de l'any 1839, la situació política espanyola es va complicant cada vegada més, mentre que se succeeixen els governs moderats. Els debats s'intensifiquen en les Càmeres a propòsit de la signatura del conveni a conseqüència del conveni de Vergara, que havia posat fi al conflicte al territori basco-navarrès de la primera guerra carlista, aprofitant aquestes discussions Antonio González per fer una defensa a ultrança de la Constitució sobre els Furs i a destacar l'excel·lent paper d'Espartero com a signant d'aquest conveni. En les eleccions de gener de 1840 la majoria progressista de les Corts va ser substituïa per una altra moderada, aconseguint aquesta vegada Antonio González la seva acta de Diputat suplent per València. Des del poder i les institucions es van plantejar llavors una sèrie de projectes legislatius que buscaven la modificació del sistema polític, amb vista a anul·lar als progressistes com a força política.
L'espurna de la insurrecció progressista va ser la presentació d'un projecte de llei municipal, que buscava eliminar la independència dels municipis per supeditar-los al govern central. Per oposar-se a aquesta llei, el grup de progressistes de les Corts, en el qual estava Antonio González, van argumentar contra ella afirmant que era anticonstitucional. Fora de les Corts, els progressistes comptaven amb el suport d'Espartero, que agrupava al seu voltant tant a militars de pensament progressista, com a gran part del poble, entre els quals, la figura del militar era molt popular. El pols entre moderats recolzats per Maria Cristina i progressistes es va saldar en primer lloc, amb la sanció de la normativa local i, posteriorment, a conseqüència de la revolta social generada, amb la dimissió del govern moderat. La vinculació d'Antonio González amb Espartero fa que Maria Cristina el nomeni el 20 de juliol president de l'executiu i també de la cartera de Gracia i Justícia. L'extremeny posa com a condició a la regent que per acceptar aquests nomenaments aquesta ha d'acceptar un programa de clara significació progressista, en el qual es recollien diverses disposicions com la rígida observança als principis del règim representatiu i l'ampliació de les funcions del Consell de Ministres en detriment de la Corona, a més d'haver d'acceptar l'anul·lació de la reforma municipal i la dissolució de les Corts abans aprovada. Maria Cristina es va negar a acceptar aquests termes i va impugnar el seu nomenament, sent l'únic rebutjat de la resta de companys de gabinet. Davant l'oposició reial, Antonio González abandona l'executiu el 12 d'agost de 1840 i se suma llavors al moviment insurreccional juntista, incorporant-se a les reunions celebrades a Madrid, sent nomenat representant a la capital de la institució revolucionària constituïda a la província de Huelva.
La revolució progressista, que s'havia estès a tot Espanya porta amb si la caiguda del govern, i amb ella l'expulsió d'Espanya de Maria Cristina, que ha de cedir el seu lloc de regent al militar Espartero. Antonio González accepta integrar-se en primer lloc al novembre d'aquest any a la comissió establerta en el Ministeri de Gracia i Justícia per a l'examen de les causes polítiques, i després, el febrer de 1841 el càrrec d'ambaixador a Londres. En aquells moments de turbulències polítiques, era essencial tenir a algú competent i molt proper al règim dirigit per Espartero a Gran Bretanya, en ser aquesta nació un aliat essencial de la causa liberal a Espanya, a més de ser un important aliat comercial. El seu coneixement de l'anglès i l'antiga amistat amb significatius polítics britànics com Lord Palmerston i Lord John Russell, van possibilitar el bon enteniment diplomàtic. Però amb prou feines va durar en el seu càrrec d'ambaixador, perquè va ser reclamat per al seu retorn a Espanya, en ser escollit Diputat per Badajoz i València en les eleccions a l'abril d'aquest mateix any. Espartero necessitava les habilitats polítiques i personals d'Antonio González perquè l'ajudés en l'etapa política que estava iniciat.
L'extremeny és nomenat Cap del Govern i també se'n reserva la cartera d'Estat, convertint-se d'aquesta manera en l'home fort del moment. Aquesta operació, va portar-hi la ruptura de la cohesió interna del partit progressista, car alguns dels seus integrants es van sentir postergats a una posició secundària sota el poder irradiat per Espartero i Antonio González. En general, durant els següents tres anys, es pot observar com l'extremeny va anteposar la seva fidelitat al regent Espartero, sobre els principis del règim representatiu tan ardorosament defensats com a norma de conducta al seu programa de govern. El seu gabinet governamental va estar integrat per cinc persones, de les quals tres eren generals afins a Espartero, donant per tant al govern un aire molt castrense, on el regent intervenia directament, passant-se per alt els reglaments constitucionals i aplicant erròniament sovint solucions militars a problemes d'índole política o social.
Durant la seva labor governativa es van plantejar, entre d'altres, mesures racionalitzadores de la despesa pública, es van impulsar les desamortitzacions eclesiàstiques, declarant-se com a béns nacionals els del clergat secular, es van suprimir definitivament els delmes i es van abolir els majorats. Però aviat van sorgir problemes per executar el programa ideat per Antonio González, perquè l'oposició formulava esmenes i llargs debats en les Cambres, al que cal sumar la creixent divisió de les files progressistes. El desgast del govern va en augment i assumptes com la discussió entre interessis lliurecanvistes o proteccionistes amb motiu d'un possible tractat de comerç amb Gran Bretanya o el coneixement públic de certs escàndols de corrupció relacionats amb contractes públics, fan que finalment es produeixi un vot de censura presentat al Congrés el 28 de maig de 1842 contra el govern. L'endemà, Antonio González rebutja l'opció que li presenta el regent de dissoldre les Corts i presenta la dimissió, que serà efectiva el 17 de juny. Fins i tot en aquests moments ja finals de la regència, sempre va mantenir la seva lleialtat a la figura d'Espartero, mostrant-li total adhesió a la seva persona, com així recull la pròpia minuta on explicava la seva dimissió o les pàgines del diari madrileny El Espectador del qual era propietari al costat d'un altre insigne progressista, Evaristo Fernández de San Miguel i que era considerat com a portaveu de la política d'Espartero.

## Un ocàs llarg i llorejat
En les eleccions legislatives de març de 1843 aconsegueix una acta de diputat per Cadis. Els esforços d'Antonio González es van encaminar a aconseguir aglutinar i llimar asprors dins de la família política progressista, amb la finalitat de fer front a la creixent oposició que s'enfrontava a l'autoritarisme d'Espartero. Tots els seus esforços van fracassar i finalment la regència de Espartero i el progressisme cauen. Durant els següents deu anys es donarà un període conegut com la Dècada Moderada, en la qual els moderats van acaparar el poder, ja sota el regnat de la jove Isabel II. De nou Antonio González és enviat a l'ostracisme polític, encara que no de forma total, car participa en la Cambra alta, en aconseguir el càrrec de Senador vitalici des d'abril de 1847.

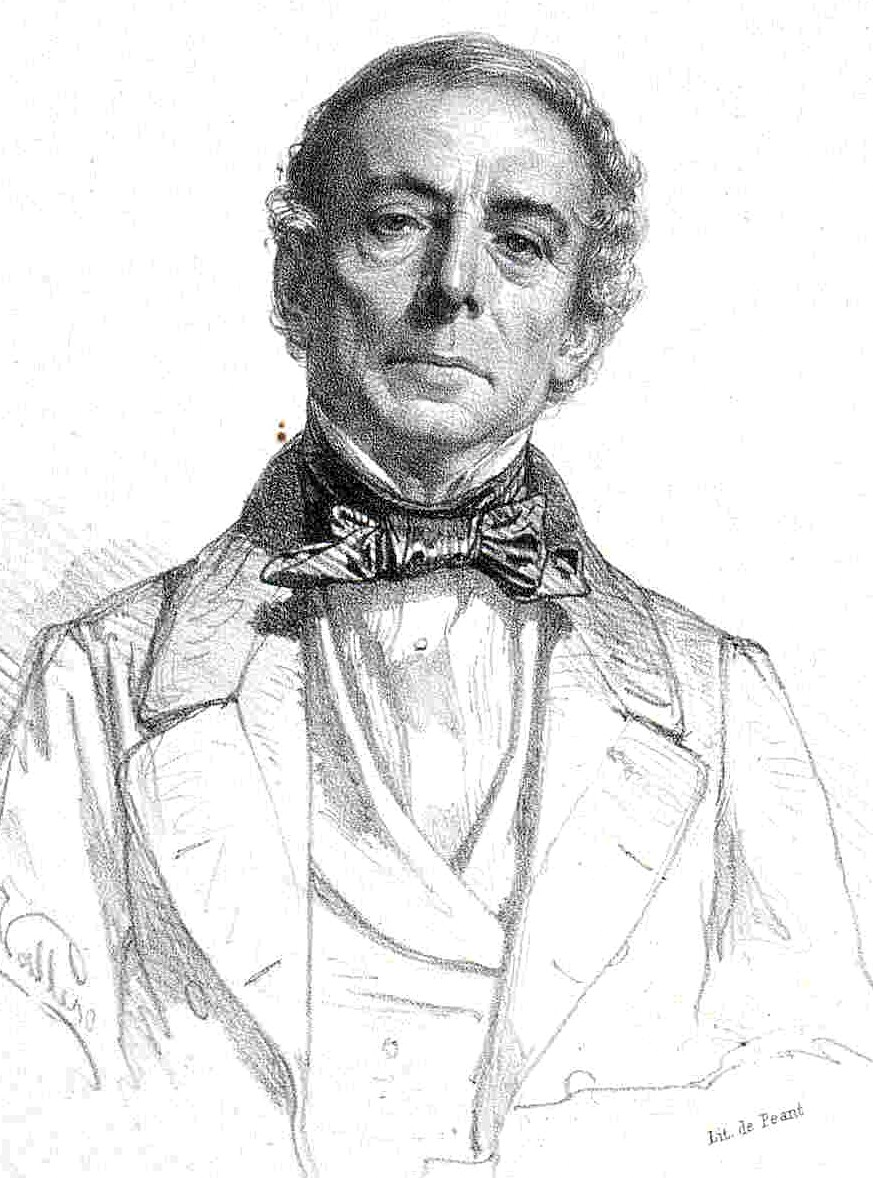
Antonio González per José Vallejo y Galeazo, litografia, 1855, Madrid

En 1854 (Bienni progressista) es produeix una altra fugaç, però intensa irrupció de la política progressista a Espanya. Amb prou feines dura dos anys i Baldomero Espartero de nou es fa càrrec de l'executiu. Al novembre aconsegueix Antonio González una acta de Diputat per Badajoz i se situa al principi dins de l'òrbita d'Espartero, encara que comença a entreveure-s'hi cert allunyament del seu ideari. Encara que l'extremeny havia estat escollit Diputat, la seva comesa principal no es desenvoluparà al Congrés, sinó en l'ambaixada espanyola a Londres, al front de la qual havia estat nomenat a l'agost de 1854. Arriba a Londres a la fi d'aquest mes i s'instal·la a Londres en un habitatge situat en el número 44 de Portland Place. Va ser un període de continus viatges entre la capital britànica i l'espanyola, en haver de cobrir la responsabilitat de Diputat i ambaixador. En aquesta època s'estava produint la Guerra de Crimea, conflicte que implicava a diverses potències europees. Va rebre instruccions de mantenir la neutralitat a qualsevol preu, perquè la crisi interna d'Espanya no donava motiu a aventures exteriors militars. Va ocupar el lloc d'ambaixador fins al 15 d'agost de 1856 quan amb la fi del Bienni Progressista, presenta la seva dimissió.

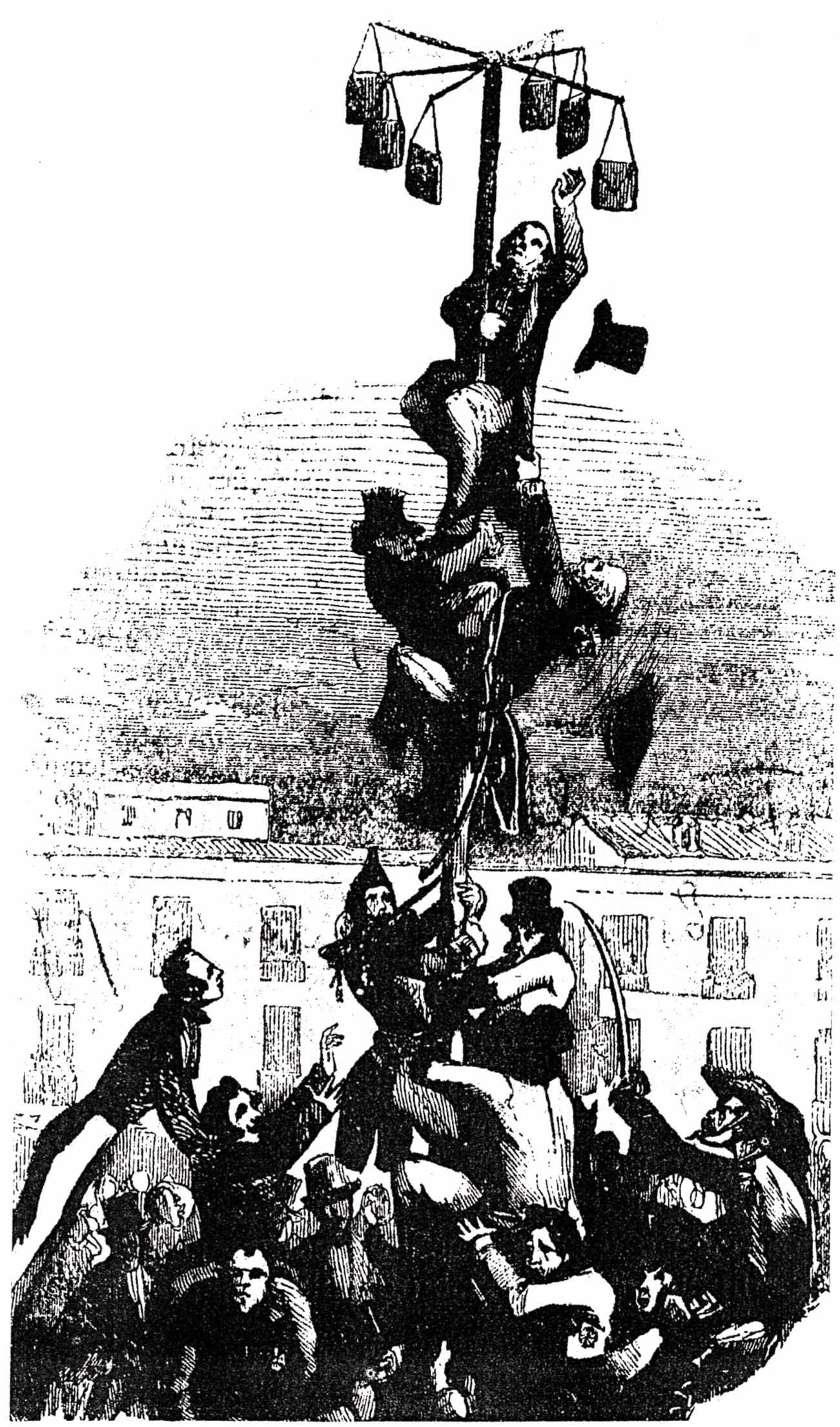
La cucaña política o la lucha por el poder en España. Gravat publicat a la Ilustración de Escenas Políticas de Mesonero Romanos, edició Gaspar y Roig.

A partir d'aquestes dates es produeix un canvi en les seves simpaties polítiques, en col·locar-se en posicions més conservadores i s'alinea al costat d'altres antics progressistes en el nou grup polític conegut com a Unió Liberal, liderat per Leopoldo O'Donnell. Aquesta nova adscripció política, encara que li va comerciejar antipaties recurrents entre alguns dels seus antics companys de files, li va resultar molt beneficiosa, car va suposar per a la seva persona una nova etapa daurada en la seva carrera pública. Ja ancià, és nomenat al juliol de 1858 conseller d'Estat i, després de quatre anys d'exercici d'aquesta magistratura, el 15 de febrer de 1862 és de nou nomenat ambaixador a Londres. En aquest càrrec va durar poc temps, perquè va presentar la seva dimissió el 10 de març de 1863, adduint justificats motius de mala salut. Posteriorment aconsegueix la presidència del Consell d'Estat, que ostenta fins a l'arribada dels moderats en 1866. Des de la corona també es premia la seva llarga carrera política i els mèrits acumulats, concedint-li Isabel II el títol nobiliari de marquès de Valdeterrazo per reial decret de 31 d'octubre de 1864. A la fi d'abril de 1866 aconsegueix la presidència de la prefectura de la secció de Negocis Estrangers, encara que poc durarà en aquest càrrec, car dimitirà a mitjan juliol per discrepar amb l'autoritarisme moderat. Es va mantenir al marge de les conspiracions i aliances polítiques que van suposar el derrocament i exili d'Isabel II després de l'èxit de la revolució de 1868. Antonio González per la seva proximitat, encara que no total, amb O'Donnell havia perdut credibilitat dins del progressisme, i les forces polítiques protagonistes durant el Sexenni Democràtic poc van comptar amb la seva figura. A poc a poc s'apropa a les postures d'Antonio Cánovas del Castillo, qui serà protagonista del restabliment de la monarquia en la figura d'Alfons XII. Fins als seus últims dies va participar en la vida política espanyola, perquè amb vuitanta-tres anys, el febrer de 1873, és escollit Senador per Almeria i en plena legislatura li arriba la mort, esdevinguda a Madrid en 1876.
A la seva terra natal comptava amb propietats urbanes i sobretot amb extenses finques ramaderes i agrícoles heretades dels seus pares, a les quals cal sumar la hisenda de Valdeterrazo, adquirida durant la desamortització civil en el municipi de Villanueva del Fresno. A Madrid va acumular diverses propietats urbanes i posseïa participacions en el Banc d'Espanya, sent el seu quart accionista més important. El seu fill Ulpiano González y de Olañeta va heretar el títol de marquès de Valdeterrazo, concedint-se-li el títol de Grandesa d'Espanya el 3 d'abril 1893 pel rei Alfons XIII i la seva neta María Isabel González de Olañeta y Ibarreta va casar amb Sa Altesa Reial Ferran d'Orleans, duc de Montpensier. La seva dilatada carrera política, militar, judicial i diplomàtica va ser recompensada amb molt diverses condecoracions. A Espanya li van ser adjudicades diverses medalles com la de cavaller de la Reial i Distingida Orde de Carlos III i de l'estranger també li van ser concedits diversos reconeixements com la Gran Creu de l'Orde del Crist de Portugal, del Cruceiro de Brasil, del Lleó Neerlandès, de l'Estrella del Nord de Suècia i Noruega i la Gran Creu de Senador de Parma, entre moltes altres.

## Biografia sobre el personatge
- GONZÁLEZ CABALLERO, Juan Antonio: Biografía de Antonio González González en José M. Lama (ed.): Los primeros liberales españoles. La aportación de Extremadura, 1810-1854 (Biografías), 2010, Diputación Provincial de Badajoz, Badajoz.